# انتظار توام با مراقبت
انتظار توام با مراقب (همچنین انتظار هوشیارانه) رویکردی به یک مشکل پزشکی است که در آن یک مدت زمان خاص قبل از استفاده از مداخله پزشکی یا شروع روند درمان، سپری می‌شود. در طول این مدت، ممکن است آزمایش‌ها به دفعات انجام شود.
اصطلاحات مرتبط شامل مدیریت در انتظار، نظارت فعال (به ویژه نظارت فعال سرطان پروستات) و عدم مداخله استادانه است. اصطلاح عدم مداخله استادانه در زمینه‌های غیرپزشکی نیز استفاده می‌شود.
می‌توان بین انتظار هوشیارانه و مشاهده پزشکی تمایز قائل شد، اما برخی منابع این اصطلاحات را برابر می‌دانند. معمولاً انتظار هوشیارانه یک فرایند سرپایی است و ممکن است ماه‌ها یا سال‌ها طول بکشد. در مقابل، مشاهده پزشکی معمولاً یک فرایند بستری است که اغلب شامل نظارت مکرر یا حتی مداوم است و ممکن است چند ساعت یا روز طول بکشد.

## کاربردهای پزشکی
معمولاً در شرایطی که احتمال بالایی برای رفع خود بخودی وجود دارد یا در صورت عدم اطمینان زیاد در مورد تشخیص یا در مواقعی که ممکن است خطرات مداخله یا درمان از فواید آن بیشتر باشد، انتظار هوشیارانه توصیه می‌شود.
انتظار هوشیارانه اغلب برای بسیاری از بیماری‌های رایج مانند عفونت گوش در کودکان توصیه می‌شود. از آنجایی که اکثر موارد خود به خود برطرف می‌شوند، آنتی‌بیوتیک‌ها اغلب تنها پس از گذشت چندین روز از بروز علائم تجویز می‌شوند. همچنین این یک استراتژی است که اغلب در جراحی قبل از یک عمل احتمالی مورد استفاده قرار می‌گیرد، زمانی که ممکن است یک علامت (به عنوان مثال درد شکم) به‌طور طبیعی بهبود یابد یا بدتر شود.
نمونه‌های دیگر عبارتند از:
- تشخیص و درمان هیپرپلازی خوش‌خیم پروستات
- افسردگی[۱۰]
- عفونت گوش میانی[۱۱]
- فتق کشاله ران
- رفتارهای عجیب در نوزادان
- سنگ کلیه بدون علامت
- اختلال جنسی در کودکان قبل از شروع بلوغ[۱۲][۱۳]

## فرایند

### انتظار هوشیارانه
در بسیاری از کاربردها، یکی از اجزای کلیدی انتظار هوشیارانه، استفاده از درخت تصمیم صریح یا پروتکل‌های دیگر است تا در صورت لزوم از انتقال به موقع از انتظار هوشیارانه به شکل دیگری از مدیریت، اطمینان حاصل شود. این امر به ویژه در مدیریت پس از جراحی بازماندگان سرطان رایج است، که در آنها عود کردن مجدد سرطان یک نگرانی قابل توجه است.

### مشاهده پزشکی
معمولاً بیماران تحت نظر، طبق سیاست بیمارستان، تنها ۲۴ یا ۴۸ ساعت قبل از ترخیص یا بستری شدن به عنوان بیمار بستری تحت نظر نگه داشته می‌شوند. بیمه می‌تواند در نحوه تعریف «مشاهده» نقش داشته باشد (به عنوان مثال، مدیکر (ایالات متحده آمریکا) خدمات مشاهده را برای بیشتر از ۴۸ ساعت پشتیبانی نمی‌کند).